# Psechrus triangulus
Espèce
Psechrus triangulus est une espèce d'araignées aranéomorphes de la famille des Psechridae.

## Distribution
Cette espèce est endémique du Yunnan en Chine,. Elle a été découverte dans le xian de Yunlong entre 1 700 et 2 500 m d'altitude.

## Publication originale
- Yang, Zhang, Zhu & Song, 2003 : A new species in the genus Psechrus from China (Araneae: Psechridae). Hebei Nongye Daxue Xuebao, (Journal of Agricultural University of Hebei), vol. 26, no 2, p. 43-45.